# Mantes-la-Ville
Mantes-la-Ville ist eine französische Gemeinde im Département Yvelines in der Region Île-de-France. Die Stadt liegt 52 Kilometer westlich des Stadtkerns von Paris und hat 21.874 Einwohner (1. Januar 2022).

## Geografie

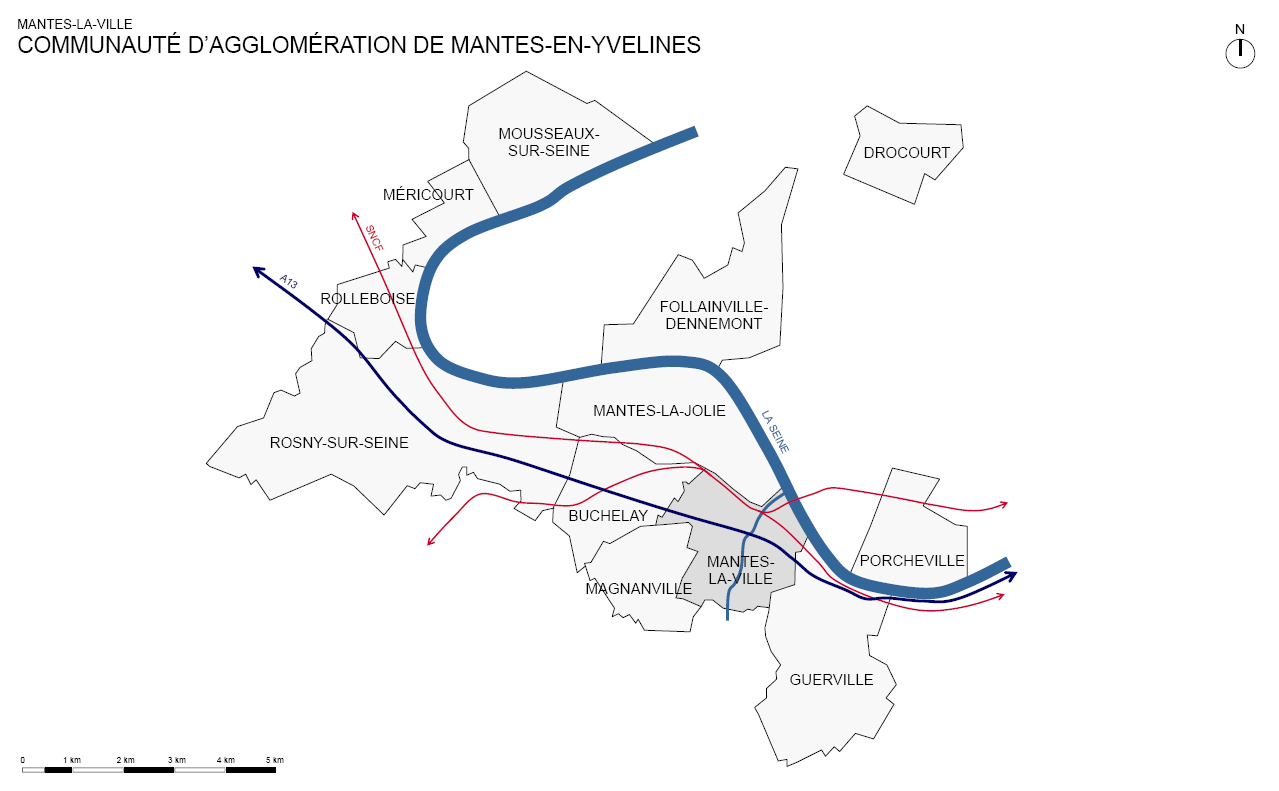
Mantes-la-Ville und seine Umgebung

Mantes-la-Ville liegt an der Einmündung der Vaucouleurs in die Seine. Das Gemeindegebiet ist stark urbanisiert, verfügt aber über einen Park entlang des Flusses.

## Bevölkerungsentwicklung
| Jahr      | 1936  | 1946  | 1954  | 1962   | 1968   | 1975   | 1982   | 1990   | 1999   | 2007   | 2015   |
| --------- | ----- | ----- | ----- | ------ | ------ | ------ | ------ | ------ | ------ | ------ | ------ |
| Einwohner | 6.011 | 5.780 | 6.670 | 10.319 | 14.632 | 16.708 | 17.360 | 19.081 | 19.258 | 18.739 | 19.778 |

## Wirtschaft
Die Stadt war der Sitz einer Cellophan-Fabrik, die auf die Herstellung von Zellulose-Filmen spezialisiert war. Die Anlage wurde im Jahre 1926 entlang der Seine in der Nähe des Bauernhofs von Chantereine gebaut. Die Fertigung wurde im Jahr 1929 aufgenommen und mit der deutschen Invasion am 6. Juni 1940 gestoppt. 1944 wurde die Fabrik während der alliierten Bombenangriffe stark beschädigt, aber nach dem Zweiten Weltkrieg neu aufgebaut. Sie florierte dann bis 1985, als sie stillgelegt wurde; der zweite Ölpreisschock und das Aufkommen von alternativen Materialien machte die Produktion zunehmend unrentabel. Heute befindet sich auf dem ehemaligen Gelände ein moderner Industriepark.
Mantes-la-Ville ist der Sitz zweier weltbekannter Hersteller von Blasinstrumenten: Buffet Crampon, die Klarinetten und andere Holzblasinstrumente baut sowie Selmer Company, die Saxophone herstellt. Auch die beiden bekannten Saxophonfabrikanten Beaugnier und Dolnet bauten ihre Instrumente in Mantes-la-Ville, jedoch wurden beide Werke in den 1970er-Jahren geschlossen.

## Infrastruktur

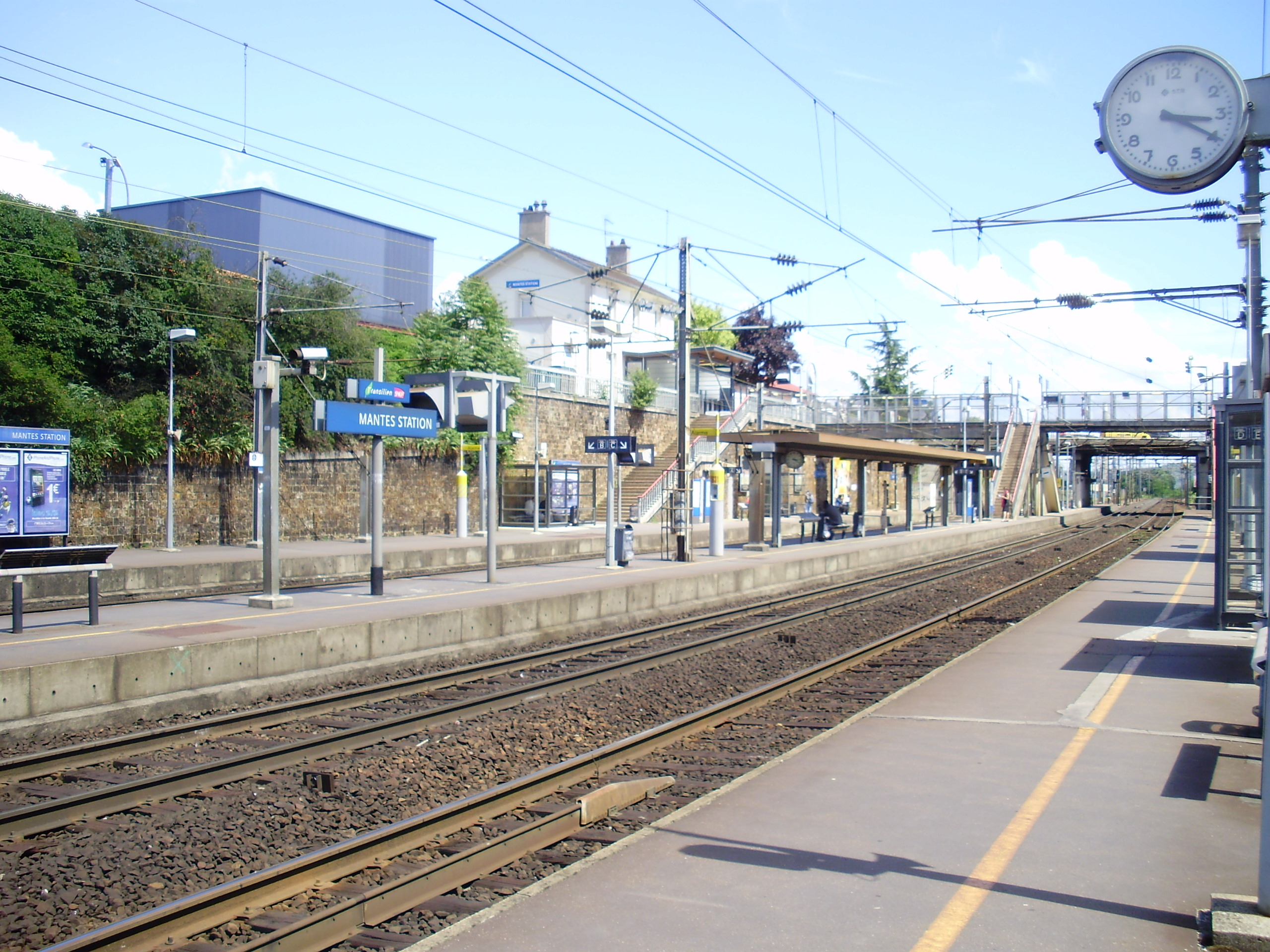
Der Bahnhof Mantes-Station (Blick in Richtung Paris)

In Mantes-la-Ville befindet sich der Bahnhof Mantes-Station. Dieser liegt an der Bahnstrecke Paris-Saint-Lazare–Poissy–Le Havre, in welche hier von Nordwesten her die nördlicher verlaufende Bahnstrecke Paris-Saint-Lazare–Conflans-Sainte-Honorine−Mantes-la-Ville einmündet. Die erstgenannte Strecke bildet streckenweise die Grenze zwischen Mantes-la-Ville und dem nordwestlich davon gelegenen, deutlich größeren Mantes-la-Jolie. Zudem wird Mantes-la-Ville von der Autoroute A13, die von Paris in die Normandie führt, durchschnitten.

## Bildung
- Institut des sciences et techniques des Yvelines

## Städtepartnerschaften
Am 3. Oktober 1970 ging Mantes-la-Ville mit dem saarländischen Neunkirchen eine Städtepartnerschaft ein. Senateur-Maire Aimé Bergeal und der damalige Oberbürgermeister Neunkirchens Friedrich Regitz unterzeichneten den Partnerschaftsvertrag. Entsprechend gibt es heute in Neunkirchen einen Mantes-la-Ville-Platz; umgekehrt gibt es in Mantes-la-Ville eine Rue de Neunkirchen (deutsch „Neunkircher Straße“).